# 1993 en Inde
Chronologie de l'Inde
- 1989
- 1990
- 1991
- 1992
- 1993
- 1994
- 1995
- 1996
- 1997

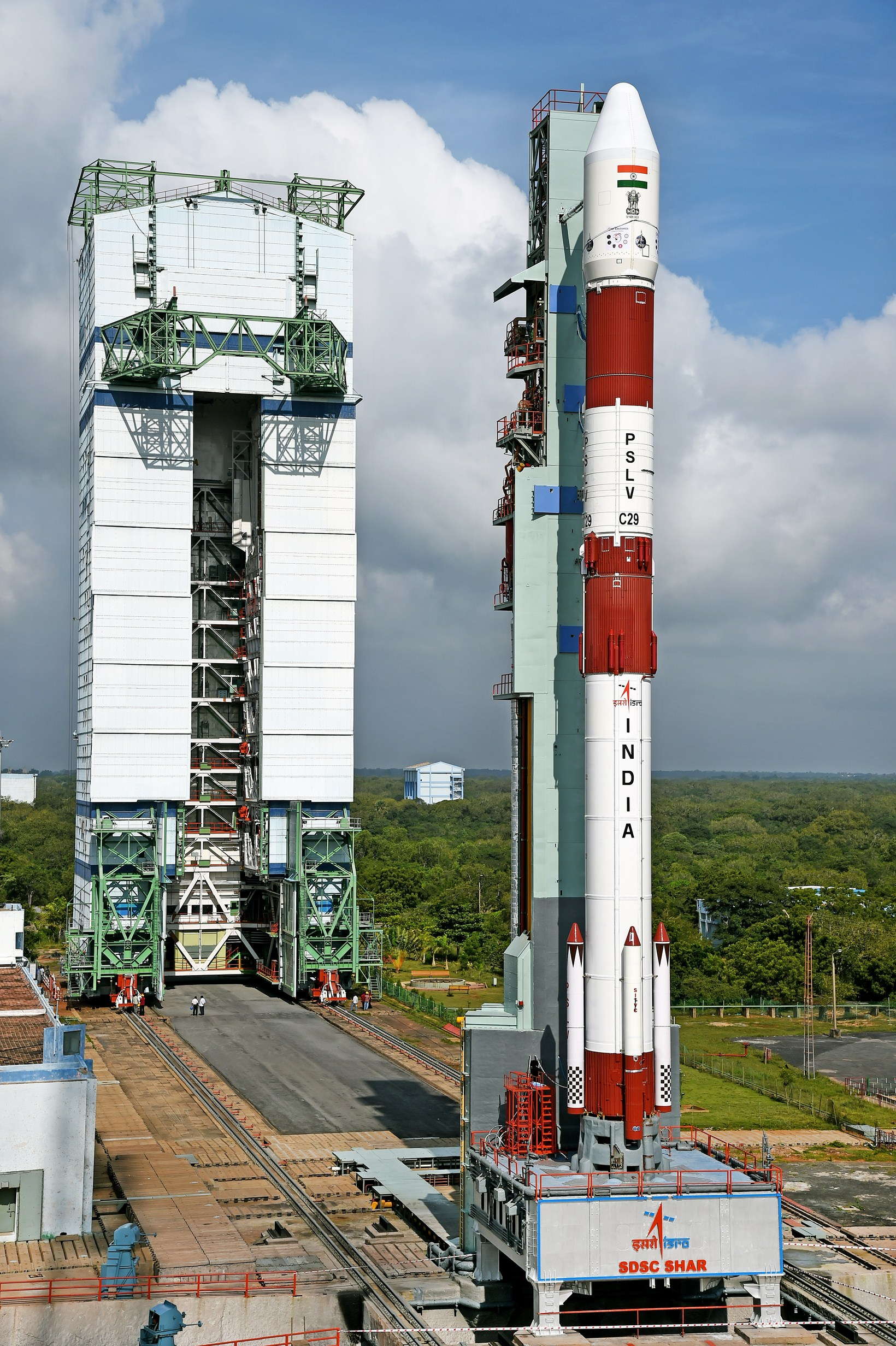
Premier vol du Polar Satellite Launch Vehicle (20 septembre).

Cette page concerne les évènements survenus en 1993 en Inde :

## Évènement
- Émeutes de Bombay
- Affaire du viol de Kannur Kotta (en)
- 6 janvier : Massacre de Sopore (en)
- 13 mars : Attentats à Bombay, treize bombes explosent dans la ville.
- 16 mars : Attentat de Bowbazar (en)
- 9 avril : Explosion de Palar (en)
- 10 avril : Incendie volontaire du centre commercial de Lal Chowk (en)
- 26 avril : Le vol 491 d'Indian Airlines s'écrase au décollage de Bombay.
- juin : Meurtre de Raju Risaldar (en) par la police.
- juillet : 
  - Inondations dans plusieurs États de l'Inde (en)
  - Émeutes de Hojai (en)
- 21 juillet : Fusillade de Calcutta (en), la police ouvre le feu sur une manifestation.
- 8 août : Attentat contre le Rashtriya Swayamsevak Sangh (en)
- 20 septembre : 
  - Premier vol du Polar Satellite Launch Vehicle.
  - Lancement du satellite IRS-1E (en).
- 30 septembre : Séisme de Latur (bilan : environ 10 000 morts, 30 000 blessés et environ 50 villages détruits)
- octobre : Rapport de Vohra (en)
- 22 octobre : Massacre de Bijbehara (en)

## Cinéma
- 38e cérémonie des Filmfare Awards
- 40e cérémonie des National Film Awards (en)
- 13e cérémonie du Cinéma Express (en)
- Les films Aankhen (en), Khal Nayak, Darr, Baazigar et Gumrah (en) se classent aux premières places du box-office indien pour l'année 1993.

Sortie de film
- Anari
- Antareen
- Bedardi
- Dhanwaan
- Gentleman
- Hum Hain Rahi Pyar Ke
- Kabhi Haan Kabhi Naa
- King Uncle
- Manichitrathazhu
- Maya Memsaab
- Muqabla
- Rudaali
- Sangram
- Shaktiman

## Littérature
- The Last Burden (en), roman d'Upamanyu Chatterjee
- Oru Sankeerthanam Pole (en), roman de Perumbadavam Sreedharan (en).
- Sufi Paranja Katha (en), roman de K. P. Ramanunni (en).
- Un garçon convenable, roman de Vikram Seth.
- Tantu (en), roman de S. L. Bhyrappa (en).

## Sport
- 1er-5 septembre : Coupe du monde de badminton (en) à New Delhi.

## Création
- All Parties Hurriyat Conference (en), alliance de 26 organisations politiques, sociales et religieuses.
- Confédération des astronomes amateurs indiens (en)
- Congrès du peuple indien (en)
- Fondation pour la revitalisation des traditions locales en matière de santé

## Dissolution
- Parti Reang Democratic (en) (fusionné au sein du Parti Bharatiya Janata)